# Friedrich Wiesner (Diplomat)
Friedrich Wiesner, auch Friedrich Ritter von Wiesner (* 27. Oktober 1871 in Mariabrunn; † 5. November 1951 in Wien) war ein österreichischer Jurist und Diplomat.

## Jugend und Ausbildung
Friedrich Wiesner wurde als Sohn von Agnes und Julius Wiesner im Wiener Vorort Mariabrunn im damaligen Niederösterreich geboren. Nach Besuch des Gymnasiums in Wien und Kremsmünster diente er als Einjährig-Freiwilliger. Er lernte Französisch, Englisch, Italienisch und Tschechisch und studierte Rechts- und Staatswissenschaften an der Universität Wien. 1896 promovierte er und wurde Richter in Baden bei Wien und Wien.
Da sein Vater, ein angesehener Botaniker, 1909 in den erblichen Ritterstand erhoben wurde, lautete Friedrichs Name von da an bis 1919 Friedrich Ritter von Wiesner.

## Karriere im Staatsdienst
1911 trat Friedrich Ritter von Wiesner als Ministerialsekretär ins k.u.k. Ministerium des Äußern ein. Zu Jahresende 1912 wurde er Oberstleutnant in der Evidenz der k.k. Landwehr. 1913 wurde er im Außenministerium Sektionsrat.
Während der Julikrise 1914 leitete Wiesner die Sonderkommission zur Untersuchung des Mordes am Thronfolger Franz Ferdinand.

### Zur Untersuchung des Attentats von Sarajevo
Nach Konferenzen im Ministerium und Studium der bereits in Wien vorhandenen Akten fuhr Friedrich von Wiesner am 11. Juli 1914 nach Sarajevo, wo er sich sogleich mit General Oskar Potiorek und anderen Persönlichkeiten besprach. Er sammelte Material, mit dem monarchie-feindliche Tätigkeiten Serbiens, und damit eine indirekte Mitschuld der serbischen Regierung an dem Attentat bewiesen werden sollte. Er ging dabei objektiv und gewissenhaft vor. Am 13. Juli 1914 übersandte er als Abschluss seiner Arbeit ein Telegramm in zwei Teilen an das Außenamt nach Wien:

Erster Teil: 

„Daß hiesige großserbische Propaganda von Serbien aus – abgesehen von Presse – auch durch Vereine und sonstige Organisationen betrieben wird, und daß dies unter Förderung sowie mit Wissen und Billigung serbischer Regierung geschieht, ist hier Überzeugung aller maßgebenden Kreise.
Das mir als Basis dieser Überzeugungen von Zivil- und Militärbehörden vorgelegte Material qualifiziert sich wie folgt: Material aus Zeit vor Attentat bietet keine Anhaltspunkte für Förderung der Propaganda durch serbische Regierung. Dafür, daß diese Bewegung von Serbien aus, unter Duldung seitens serbischer Regierung, von Vereinen genährt wird, ist Material, wenn auch dürftig, doch hinreichend.
Untersuchung über Attentat.
Mitwissenschaft serbischer Regierung an der Leitung des Attentats oder dessen Vorbereitung und Beistellung der Waffen durch nichts erwiesen oder auch nur zu vermuten. Es bestehen vielmehr Anhaltspunkte, dies als ausgeschlossen anzusehen.“

Zweiter Teil: 

„Durch Aussagen Beschuldigter kaum anfechtbar festgestellt, daß Attentat in Belgrad beschlossen und unter Mitwirkung serbischen Staatsbeamten Ciganović’ und Major Tankošic’ vorbereitet, von welchen beiden Bomben, Brownings, Munition und Zyankali beigestellt. Mitwirkung Pribićević’ nicht festgestellt, und beruhen die ersten Meldungen hierüber auf bedauerlichem Mißverständnisse erhebender Polizeiorgane.
Ursprung Bomben aus serbischem Armeemagazin Kragujevac objektiv einwandfrei erwiesen, doch keine Anhaltspunkte dafür, daß erst jetzt ad hoc Magazinen entnommen, da Bomben aus Vorräten Komitadschis vom Kriege stammen können.
Auf Grund Aussagen Beschuldigter kaum zweifelhaft, daß Princip, Čabrinović, Grabez mit Bomben und Waffen auf Veranlassung Ciganović’ von serbischen Organen geheimnisvoll über Grenze nach Bosnien geschmuggelt. Diese organisierten Transporte von Grenzhauptmännern Schabatz und Ložnica geleitet und von Finanzwachorganen durchgeführt. Wenn auch nicht festgestellt, ob diese Zweck der Reise kannten, mußten selbe doch geheimnisvolle Mission annehmen.
Sonstige Erhebungen nach Attentat geben Einblick in Organisierung der Propaganda der „Narodna odbrana“. Enthalten wertvolles verwertbares Material, das jedoch noch nicht nachgeprüft; schleunigste Erhebungen im Zuge.
Falls bei meiner Abreise bestandene Absichten noch bestehen, könnten Forderungen erweitert werden:
A) Unterdrückung Mitwirkung serbischer Regierungsorgane an Schmuggel von Personen und Gegenständen über Grenze.
B) Entlassung serbischer Grenzhauptmänner Schabatz und Ložnica sowie beteiligter Finanzwachorgane.
C) Strafverfahren gegen Ciganvić und Tankošić.
Abreise heute abends, ankomme Wien Dienstag abends und begebe mich sofort ins Ministerium.
Mündliche Ergänzung des Berichtes nötig.“

Die Regierung hatte gehofft, Wiesners Untersuchung würde einen eindeutigen Beweis für die Mitschuld Serbiens erbringen. Damit könnte ein militärisches Eingreifen international leicht gerechtfertigt werden, und die Gefahr, dass andere Großmächte in den Konflikt eingreifen würden, wäre geringer. Das Telegramm lieferte nun aber keine solchen Beweise. Allerdings zeigte es Verstrickungen gewisser Kreise im serbischen Staat auf, weshalb Wiesner vorschlug, die zuvor bereits beschlossenen Forderungen an Serbien durch die im Telegramm angeführten Punkte zu erweitern. Der Ausbruch des Ersten Weltkriegs hing nicht von Wiesners Bericht ab.
Nach dem Krieg wurden häufig nur der erste, Serbien entlastende Teil des Telegramms zitiert, wenn argumentiert werden sollte, dass die Maßnahmen Österreich-Ungarns gegen Serbien völlig überzogen gewesen seien und Österreich-Ungarn somit die alleinige Schuld am Krieg trage.

### Weitere Tätigkeiten im Staatsdienst
Von August 1914 bis 1917 war Friedrich von Wiesner Vertreter des Außenministeriums beim Armeeoberkommando in Neu Sandez bzw. später in Teschen. Den Oberbefehlshaber der Truppen, Franz Conrad von Hötzendorf, hielt Wiesner für ungeeignet, er hätte den Kaiser Franz Joseph selbst als Kommandanten vorgezogen.
Am 18. Februar 1917 wurde er Pressechef im Außenministerium und bekleidete dieses Amt bis zum Ende der Monarchie. Er vertrat das Außenministerium von Dezember 1917 bis zum Mai 1918 bei den Friedensverhandlungen von Brest-Litowsk. 1918 wurde er auch außerordentlicher Gesandter und bevollmächtigter Minister.
Er hatte Einblick in Details der Sixtus-Affäre, in deren Verlauf sein Vorgesetzter, Außenminister Ottokar Graf Czernin aus seinem Amt entlassen wurde. Das freundschaftliche Verhältnis der beiden Männer litt später an unterschiedlichen Darstellungen der Ereignisse.
Zum Ende des Weltkrieges und nach der Ausrufung der Republik Deutschösterreich wurde Friedrich von Wiesner stellvertretender Leiter des zu liquidierenden Außenministeriums unter dem letzten Außenminister der Doppelmonarchie, Ludwig Freiherr von Flotow.
1919 trat er in den Ruhestand.

## Tätigkeiten in der Ersten Republik
Anfang September 1919 führte Wiesner Gespräche mit Staatskanzler Karl Renner über eine Funktion als Leiter der Außenpolitik in der neuen Republik. Für das Scheitern dieser Verhandlungen wurden später unterschiedliche Gründe angeführt: laut Renner waren es Widerständen im radikalen Flügel der Sozialdemokratischen Arbeiterpartei, Wiesners Frau Julia (eigentlich Juliana, geborene Kober) gab an, Wiesner hätte sich dem Eid an den Kaiser verpflichtet gefühlt und sich daher geweigert, mit den neuen Machthabern zusammenzuarbeiten.
Wiesner blieb aber mit Renner in Kontakt. Im Oktober 1919 reiste Wiesner nach Deutsch-Westungarn und berichtete Renner über die dortige Stimmung in der Bevölkerung. Auch spätere Korrespondenzen lassen auf ein gutes Verhältnis zwischen den beiden schließen.
Nach seiner Pensionierung arbeitete Wiesner journalistisch, seine Aufsätze zu Themen wie Habsburg, Erster Weltkrieg, die Kriegsschuldfrage oder die Nachfolgestaaten der Doppelmonarchie erschienen in verschiedenen Zeitschriften in Österreich und im Ausland. Er war auch an einem Buchprojekt über den Ersten Weltkrieg beteiligt. 

### Betätigung in der legitimistischen Bewegung
Wiesner betätigte sich in der legitimistischen Organisation Reichsbund der Österreicher und wurde 1924 deren Vizepräsident, 1928 geschäftsführender Vizepräsident. Für „Der Österreicher“, das Organ des Reichsbunds, verfasste er in den 1930er Jahren viele Artikel. Ab etwa 1928 war persönlicher oder brieflicher Verkehr mit der exilierten Kaiserfamilie nur über Wiesners Vermittlung möglich, dadurch übte er de-facto eine Zensur darüber aus, wer nach Steenokkerzeel fahren durfte. Er selbst besuchte die Familie Habsburg auch des Öfteren.
Wiesner war 1932 führend an der Gründung des legitimistischen Dachverbands Eiserner Ring beteiligt und übernahm dort den geschäftsführenden Vorsitz. In der Presse wurde er als Führer der österreichischen Legitimisten bezeichnet. Bei legitimistischen Veranstaltungen trat er mehrmals als Festredner auf. Wiesner unterstützte das autoritäre Regime von Engelbert Dollfuß und die in dieser Zeit vermehrt vorkommenden Ernennungen Otto von Habsburgs zum Ehrenbürger durch diverse Gemeinden.
Am 19. Februar 1938 war er es, der Kurt Schuschnigg den Brief Otto Habsburgs überbrachte, in dem Habsburg Schuschnigg aufforderte, ihm die Kanzlerschaft zu übergeben.

## Zeit des Nationalsozialismus und Lebensabend

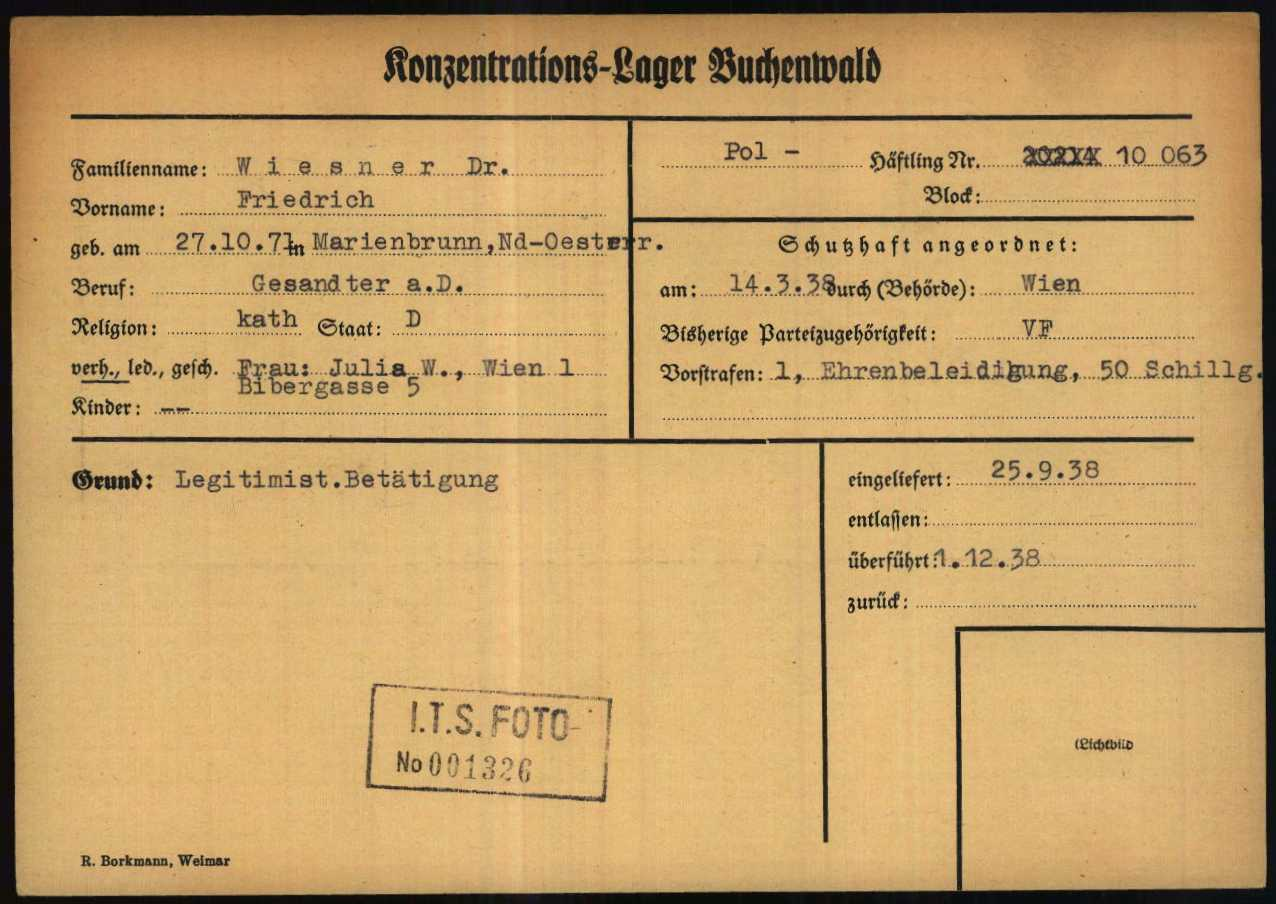
Registrierungskarte von Friedrich Wiesner als Gefangener im nationalsozialistischen Konzentrationslager Buchenwald

Nach dem „Anschluss“ Österreichs an Hitlerdeutschland wurde Wiesner 1938 wie viele andere Legitimisten von der Gestapo verhaftet und in das Konzentrationslager Buchenwald gebracht. Seine Frau setzte sich beim Generalstaatsanwalt Welsch für seine Freilassung ein. Am 21. Jänner 1939 wurde Wiesner aus der „Schutzhaft“ entlassen, musste sich jedoch auf polizeiliche Anordnung in Würzburg niederlassen. Ende 1939 durfte Wiesner wieder nach Wien zurückkehren.
Friedrich Wiesner starb 1951 im Alter von 80 Jahren und wurde im Grab der Familie am Grinzinger Friedhof beerdigt. Er war verheiratet (⚭ 10. April 1917), aus der Ehe gingen keine Kinder hervor.

## Ehrungen
- Orden der Eisernen Krone I. Klasse
- Großkreuz des Franz-Joseph-Ordens mit der Kriegsdekoration
- Eisernes Kreuz I. Klasse
- Signum Laudis
- 1917 Ernennung zum Hof- und Ministerialrat